# Volejbol'nyj klub Lokomotiv-Izumrud
Il Volejbol'nyj klub Lokomotiv-Izumrud (in russo волейбольный клуб Локомотив-Изумруд?) è un club di pallavolo maschile russo, con sede a Ekaterinburg: milita nel campionato russo di Vysšaja liga A.

## Storia
Il club viene fondato nel 1945 all'interno del nodo ferroviario di Sverdlovsk, e comprende squadre maschili e femminili. La prima squadra professionistica appare nel 1972 e nella stagione 1976-77 tenta per la prima volta di accedere alla massima serie, ma perde lo spareggio promozione.
Il debutto nella Vysšaja Liga sovietica avviene nel 1978-79. Dopo 20 anni di anonimato, passati per lo più a lottare per le ultime posizioni, nel 1992 viene ingaggiato l'allenatore Valerij Alfërov: il lavoro del tecnico viene premiato nella stagione 1998-99: dopo alcuni buoni piazzamenti, per la prima volta la squadra si laurea campione di Russia. Arrivano anche tre Coppe di Russia consecutive, dal 1999 al 2001.
A questi successi seguono alcune stagioni di buoni piazzamenti, fino alla retrocessione in seconda divisione avvenuta nel 2008. La permanenza nella categoria inferiore dura solo un anno, e dalla stagione 2009-2010 la squadra torna a disputare il massimo campionato.
In campo europeo il team vanta diverse partecipazioni alle varie competizioni CEV per club. Ha partecipato con scarsi risultati alla Champions League nel 1999-00 e nel 2001-02. Nella Coppa CEV di pallavolo maschile ha ottenuto un secondo posto nel 2000-01 e un terzo posto nel 1998-99, mentre nella Challenge Cup è giunta seconda nel 2007-08 e terza nel 2003-04.

## Palmarès
- Campionato russo: 1

1998-99
- Coppa di Russia: 3

1999, 2000, 2001

## Denominazioni precedenti
- 1945-1974: Volejbol'nyj klub Lokomotiv Sverdlovsk
- 1974-1993: Volejbol'nyj klub Uralznepromaš
- 1993-2003: Volejbol'nyj klub Izumrud